# متلازمة شبرينتزن غولدبيرغ
متلازمة شبرينتزن غولدبيرغ حالة مَرَضية تصيب النسيج الضام نادرة جدًا ترتبط بوجود طفرات في الجين الذي يشفر البروتين الرابط للكينيزين (جين KIAA1279)، ومن المحتمل أن هذا البروتين يتفاعل مع النبيبات الدقيقة ولُييفات الأكتين. وربما له دور في تشكيل الهيكل الخلوي ونمو الاستطالات العصبية.
يكون داء هيرشسبرونغ جزءًا من المظهر السريري. تكون التشوهات التطورية التي تظهر لدى الأشخاص المصابين بمتلازمة شبرينتزن غولدبيرغ عينية أو قلبية أو بولية تناسلية أو هيكلية.
لوحظت الحالة أول مرة من قبل شوغرمان وفوغل في عام 1981 وحُددت لاحقًا بوصفها متلازمة سريرية منفصلة من قبل آر بي غولدبيرغ وآر جّي شبرينتزن في عام 1982. عانى الشقيقان المدروسان من صغر الرأس، وتباعد العينين، وقصر القامة، وانشقاق الحنك الرخو، وصعوبات في التعلم، وتضخم القولون اللاعقدي هيرشسبرونغ. لم يوضع من قَبل تشخيص واحد لهذه الأعراض مجتمعةً.
لوحظت ثلاث حالات أخرى في عام 1988 من قبل هيرست وآخرين، قد تكون إحدى هذه الحالات متلازمة موات ويلسون عوضًا عن كونها متلازمة شبرينتزن غولدبيرغ. ومنذ ذلك الحين، وُثقت حالات إضافية متفرقة في جميع أنحاء العالم، وما زالت الحالة نادرة للغاية.

## العلامات والأعراض
تظهر في متلازمة شبرينتزن غولدبيرغ مجموعة واسعة من الأعراض:
- الجهاز العصبي المركزي: التخلف العقلي، صغر الرأس، تشوهات التلافيف في الدماغ التي تشير إلى عيوب في هجرة خلايا العرف العصبي والعصبونات، تخطيط كهربية الدماغ غير الطبيعي، نقص تنسج الجسم الثفني والمخيخ، اتساع الحيز تحت العنكبوتية.
- القلب والأوعية الدموية: توسع جذر الأبهر تدريجيًا، انسدال الصمام التاجي، قلس التاجي.
- الجهاز البولي التناسلي: داء هيرشسبرونغ، الإمساك.
- الجهاز البصري: ضخامة القرنية، شحوب الأقراص البصرية، ضعف التثبيت.
- تشوه ملامح الوجه: فرط تباعد العينين، انشقاق الحنك الرخو، انحدار الجبهة، قلة شعر الحاجبين، انخفاض جسر الأنف، انتفاخ الأنف، الشفاه الممتلئة، شعر الرأس الخفيف، الحواجب المقوسة، الرموش الطويلة، تدلي الجفون، الشقوق الجفنية المائلة إلى الأسفل، بروز الأذنين، شحمة الأذن السميكة، جسر الأنف البارز، النثرة السميكة، الشفة السفلية المقلوبة، الذقن المدببة.[9]
- التشوهات التشريحية: انعطاف وتقوس الأصابع الثاني إلى الرابع، نقص التوتر.

بالإضافة إلى ذلك، لوحظت أحيانًا الأعراض التالية:
- مرض قلبي خلقي
- قلة الأسنان
- الجنف

## التشخيص
يبدأ التشخيص حين ملاحظة المظاهر السريرية ويؤَكَد عن طريق الاختبارات الجينية. في كثير من الأحيان تُلاحظ الأعراض قبل الولادة. يُستخدم التشخيص قبل الولادة في العائلات التي لديها إصابة سابقة بمتلازمة شبرينتزن غولدبيرغ، إذ أن احتمالية حدوثها أكبر عند وجود قصة عائلية. اقتُرحت كثرة التلافيف وصغر الرأس والجسم الثفني ناقص التنسج بوصفها مؤشرات سريرية رئيسية لمتلازمة شبرينتزن غولدبيرغ.
يوجد عدد من الاختبارات الجينية المتاحة لمتلازمة شبرينتزن غولدبيرغ. يقتصر بعض من هذه الاختبارات على كشف متلازمة شبرينتزن غولدبيرغ، إلا أن عددًا منها يستقصي أيضًا متلازمة مارفان والمتلازمات الأخرى المرتبطة ارتباطًا وثيقًا بمتلازمة شبرينتزن غولدبيرغ. وتبحث معايير أخرى عن الشفة المشقوقة/الحنك المشقوق، أو اضطرابات الأنسجة الضامة، أو غيرها من الأعراض التي يمكن أن تشير إلى متلازمة شبرينتزن غولدبيرغ.

## التدبير والعلاج
لا يمكن علاج متلازمة شبرينتزن غولدبيرغ، وإنما يمكن التحكم في بعض من أعراضها. تشكل المضاعفات القلبية الوعائية أهم سبب للوفاة لدى الأفراد المصابين بمتلازمة شبرينتزن غولدبيرغ، لذا فهي أولوية الرعاية وتتطلب الرعاية من قبل طبيب أمراض القلب. تكون بعض حالات القلب والأوعية الدموية غير قابلة للإصلاح وتتطلب المراقبة فقط، في حين تُعالج حالات أخرى بالتدخل الجراحي. يمكن أيضًا استخدام الجراحة لتصحيح تشوهات الوجه بعناية كبيرة لمنع حدوث مضاعفات قلبية. يحتاج المرضى غالبًا إلى العلاج من قبل طبيب عيون بسبب ارتفاع معدل الإصابة بالحالات البصرية المرتبطة بمتلازمة شبرينتزن غولدبيرغ. وينبغي أيضًا توفير التعليم الخاص أو الدعم للأفراد المتأثرين بالتخلف العقلي.

## الوبائيات
تنتشر متلازمة شبرينتزن غولدبيرغ في جميع أنحاء العالم، وسُجلت حالات في فرنسا وباكستان وإيطاليا والعراق وحالات متعددة في المغرب. ظهر المرض في عائلة غير متزاوجة داخليًا في حالة واحدة، إلا أن معظم الحالات موجودة في عائلات متزاوجة داخليًا تحافظ على الأليل الطافر الذي يسبب متلازمة شبرينتزين غولدبيرغ. ترتبط كل حالة من حالات المتلازمة بطفرة في الجين KIAA1279.